# آرمناک یالنایریان
آرمناک «آرام» یالنایریان (ارمنی: [] Error: {{Lang}}: فاقد متن (راهنما); روسی: Арменак Вартересович Ялтырян؛ زاده ۱۳ مه ۱۹۱۴ – درگذشته ۱۸ دسامبر ۱۹۹۹) کشتی‌گیر در رشته کشتی آزاد ارمنی بود که در مسابقات قهرمانی کشتی اروپا ۱۹۴۷ در پراگ برندهٔ مدال نقره شده‌است.

## نشان‌ها
- en:Order of the Badge of Honour
- en:Order of the Red Banner of Labour